# Episodi di Zwei Münchner in Hamburg (prima stagione)
La prima stagione della serie televisiva Zwei Münchner in Hamburg è stata trasmessa in anteprima in Germania dalla ZDF tra il 3 ottobre 1989 e il 21 dicembre 1989.
| nº | Titolo originale                     | Titolo italiano | Prima TV Germania | Prima TV Italia |
| -- | ------------------------------------ | --------------- | ----------------- | --------------- |
| 1  | Abschied von der Isar (1)            | inedito         | 3 ottobre 1989    | inedito         |
| 2  | Abschied von der Isar (2)            | inedito         | 3 ottobre 1989    | inedito         |
| 3  | Keine Experimente                    | inedito         | 5 ottobre 1989    | inedito         |
| 4  | Der Pakt                             | inedito         | 12 ottobre 1989   | inedito         |
| 5  | Von Frau zu Frau                     | inedito         | 19 ottobre 1989   | inedito         |
| 6  | Warteschleifen                       | inedito         | 26 ottobre 1989   | inedito         |
| 7  | Die Versöhnung                       | inedito         | 2 novembre 1989   | inedito         |
| 8  | Was macht der Mensch nach Feierabend | inedito         | 9 novembre 1989   | inedito         |
| 9  | Der Banküberfall                     | inedito         | 16 novembre 1989  | inedito         |
| 10 | Extratouren                          | inedito         | 23 novembre 1989  | inedito         |
| 11 | Zum Heiraten gehören zwei            | inedito         | 30 novembre 1989  | inedito         |
| 12 | Fanny spekuliert                     | inedito         | 7 dicembre 1989   | inedito         |
| 13 | Die Traumreise                       | inedito         | 14 dicembre 1989  | inedito         |
| 14 | Ein kleiner Schritt zum Glück        | inedito         | 21 dicembre 1989  | inedito         |